# Carlos I. Noriega
Pour les articles homonymes, voir Noriega.
Carlos Ismael Noriega est un astronaute américain (d'origine péruvienne) né le 8 octobre 1959. Il est d'ailleurs le tout premier péruvien à aller dans l'espace.

## Vols réalisés
- STS-84 Atlantis, lancée le 5 mai 1997 : 6e amarrage d'une navette américaine à la station spatiale Mir.
- STS-97 Endeavour, lancée le 30 novembre 2000 : 5e mission d'assemblage de la station spatiale internationale.

## Honneur
L'astéroïde (118768) Carlosnoriega a été nommé en son honneur le 27 janvier 2021, dans la Minor Planet Circular no 128944.